# 11ぴきのねこ ふくろのなか
『11ぴきのねこ ふくろのなか』は、馬場のぼる作の絵本『11ぴきのねこ』シリーズの一作である。1982年出版。

## あらすじ
遠足へ出かけた11ぴきのネコたち。その途中、「花を取るな」、「橋をわたるな」、「木にのぼるな」などと禁止事項を催促されている立て札があるにもかかわらず、無視してその通りに行い、さらに目の前にあった大きな布製の袋に「入るな」と書かれていたのも無視して中に入ってしまう。
だがその袋は、怪物ウヒアハが仕掛けた罠であった。そのまま高い山の上のウヒアハの城に連れて行かれた11ぴきのネコたちは、広場に運動場を作るための重たいローラーひきをやらされ夜は牢屋の中で眠る、奴隷のように過酷な生活を強いられてしまう。ネコたちは、何とかその場から逃げようと作戦を考える。
そんなある日、いつものようにウヒアハが見回りにやってくると、ネコたちはいつになく楽しそうに作業をしていた。ネコたちのその異様な様子を不審に思ったウヒアハは作業を代わるが、その間に逃げられてしまう。やがてウヒアハは逃げられたことに気づき城中探し回るが、やがて「中に入るな」と書かれた樽を見つける。「この中に隠れているな？」と中に飛び込むウヒアハ。だがこの樽は、壁の後ろに隠れていたネコたちの罠であった。樽から出られなくなったウヒアハはネコたちに突き飛ばされ、谷底へと転がり落ちて行く。
過酷な労働から解放され、その場を後に山を下りて行く一同。やがて麓の横断歩道にでたところ「わたるな」と書かれた立て札に出くわすが、一同はそばにあった歩道橋を渡って行く。その道路を通る1台の車から、転げ落ちたはずのウヒアハが覗いていた。

## 登場キャラクター
11匹のねこ
本シリーズの主役。看板の忠告を無視し続けたウヒアハに捕らえられるも、脱出に成功する。なお、とらねこ大将だけ、花を取るなに関しては彼らを止めようとする。
ウヒアハ
高い山に住んでいる怪物。11匹のねこをとらえて強制労働させるも、11匹のねこの罠にはまり撃退される。